# Agrilus cladrastis
Agrilus cladrastis es una especie de insecto del género Agrilus, familia Buprestidae, orden Coleoptera.
Fue descrita científicamente por Knull, 1945.